# ボントクタデ
ボントクタデ（ぼんとく蓼、学名: Persicaria pubescens）は、タデ科イヌタデ属の1年草。水辺に生える雑草。

## 特徴
ヤナギタデによく似ているが、葉に辛みがない。